# Якшино (городской округ Озёры)
Якшино — деревня в городском округе Озёры Московской области России. Население — 50 чел. (2015).

## География
Расположена в северной части района, примерно в 12,5 км к северу от центра города Озёры, на берегу реки Гнилуши (бассейн Москвы). В деревне две улицы — Верхняя и Клубная. Связана автобусным сообщением с районным центром. Ближайшие населённые пункты — деревни Доношово и Сенцово.

## История
В 1781 году на средства графа И. Н. Зотова в Якшине была построена деревянная однопрестольная церковь Василия Великого, колокольня выстроена в начале 1890-х.
В «Списке населённых мест» 1862 года Васильевское (Акшино) — владельческое село 2-го стана Коломенского уезда Московской губернии по левую сторону Каширского тракта из Коломны, в 25 верстах от уездного города, при разливе Гнилуши и пруде, с 38 дворами, православной церковью и 289 жителями (142 мужчины, 147 женщин).
По данным на 1890 год входило в состав Бояркинской волости Коломенского уезда, число душ составляло 262 человека.
В 1913 году — 39 дворов и церковно-приходская школа.
По материалам Всесоюзной переписи населения 1926 года — центр Якшинского сельсовета Бояркинской волости, проживало 193 жителя (73 мужчины, 120 женщин), насчитывалось 41 хозяйство, имелись школа 1-й ступени и единое потребительское общество.
С 1929 года — населённый пункт в составе Озёрского района Коломенского округа Московской области, с 1930-го, в связи с упразднением округа, — в составе Озёрского района Московской области.
В 1939 году Якшинский сельсовет был упразднён, селение передано в Бояркинский сельсовет.
В 1959 году, в связи с упразднением Озёрского района, Якшино вошло в состав Коломенского района. В 1969 году Озёрский район был воссоздан.
С 1994 по 2006 год — деревня Бояркинского сельского округа Озёрского района.
С 2006 года — деревня сельского поселения Бояркинское.
В середине XX века сломана Васильевская церковь.

## Население
| 1859 | 1890 | 1926 | 2002 | 2006 | 2010 | 2015 |
| ---- | ---- | ---- | ---- | ---- | ---- | ---- |
| 289  | ↘262 | ↘193 | ↘47  | ↘36  | ↘34  | ↗50  |